# Sandra Bezic

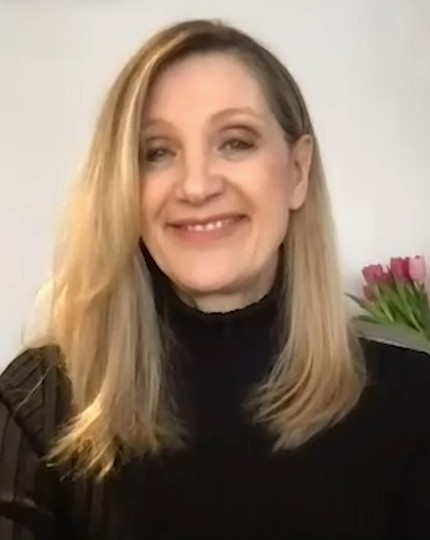
Sandra Bezic, 2021

Sandra Marie Bezic (* 6. April 1956 in Toronto) ist eine ehemalige kanadische Eiskunstläuferin und heutige Choreografin und Fernsehkommentatorin.
Mit ihrem Bruder Val Bezic trat sie im Paarlauf an und gewann von 1970 bis 1974 die kanadischen Meisterschaften. Im gleichen Zeitraum nahmen sie an Weltmeisterschaften teil. Ihr bestes Resultat dort war der fünfte Platz bei der Weltmeisterschaft 1974. Ihre einzigen Olympischen Spiele beendeten sie 1972 auf dem neunten Platz.
Nach ihrer Wettkampfkarriere wurde Bezic Choreografin und erstellte in dieser Funktion die Programme von zahlreichen Olympiasiegern und Weltmeistern, darunter Barbara Underhill und Paul Martini (WM 1984), Brian Boitano (Olympia 1988), Kristi Yamaguchi (Olympia 1992), Kurt Browning (WM 1993) und Tara Lipinski (Olympia 1998).
Außerdem entwarf sie Programme für Jill Trenary, Chen Lu, Joannie Rochette, Kim Yu-na, Takahiko Kozuka.
Bezic kommentierte für NBC die Olympischen Spiele 2002, 2006 und 2010 sowie in den frühen 1990er Jahren auch Weltmeisterschaften.
Für mehrere Jahre arbeitete Bezic als Leiterin, Koproduzentin und Choreografin bei der Eisrevue Stars on Ice. Für diese Arbeit bekam sie 2003 einen Emmy.
1990 agierte sie als Eiskunstlauftrainerin für Marlon Brando für den Film Freshman (The Freshman)
Nebenbei veröffentlichte Bezic das Buch The Passion of Skate.

## Ergebnisse

### Paarlauf
(mit Val Bezic)
| Wettbewerb / Jahr          | 1969 | 1970 | 1971 | 1972 | 1973 | 1974 |
| -------------------------- | ---- | ---- | ---- | ---- | ---- | ---- |
| Olympische Winterspiele    |      |      |      | 9.   |      |      |
| Weltmeisterschaften        |      | 14.  | 9.   | 8.   | 6.   | 5.   |
| Kanadische Meisterschaften | 3.   | 1.   | 1.   | 1.   | 1.   | 1.   |